# Estados Unidos en los Juegos Olímpicos de Grenoble 1968
Estados Unidos estuvo representado en los Juegos Olímpicos de Grenoble 1968 por un total de 96 deportistas, 75 hombres y 21 mujeres, que compitieron en 10 deportes.
El portador de la bandera en la ceremonia de apertura fue el patinador de velocidad Terry McDermott.

## Medallistas
El equipo olímpico estadounidense obtuvo las siguientes medallas:
| Nombre          | Deporte               | Competición  |
| --------------- | --------------------- | ------------ |
| Oro             |                       |              |
| Peggy Fleming   | Patinaje artístico    | Individual F |
| Plata           |                       |              |
| Tim Wood        | Patinaje artístico    | Individual M |
| Jenny Fish      | Patinaje de velocidad | 500 m F      |
| Dianne Holum    | Patinaje de velocidad | 500 m F      |
| Mary Meyers     | Patinaje de velocidad | 500 m F      |
| Terry McDermott | Patinaje de velocidad | 500 m M      |
| Bronce          |                       |              |
| Dianne Holum    | Patinaje de velocidad | 1000 m F     |